# The Hidden Hand (film, 1942)
Pour plus de détails, voir Fiche technique et Distribution.
The Hidden Hand est un film américain réalisé par Benjamin Stoloff, sorti en 1942.

## Synopsis
John Channing vient de s'évader d'un asile de fous et dans ses efforts pour protéger son frère des autorités, sa sœur, Lorinda, ouvre la porte à une série de meurtres macabres. Peter Thorne et Mary Winfield tentent d'arrêter John avant qu'il ne tue à nouveau.

## Fiche technique
- Titre : The Hidden Hand
- Réalisation : Benjamin Stoloff
- Scénario : Anthony Coldeway et Raymond L. Schrock d'après la pièce de théâtre Invitation to a Murder de Rufus King
- Musique : William Lava
- Photographie : Henry Sharp
- Montage : Harold McLernon
- Société de production : Warner Bros.
- Société de distribution : Warner Bros. (États-Unis)
- Genre : Comédie horrifique et science-fiction
- Durée : 63 minutes
- Date de sortie :
  - États-Unis : 7 novembre 1942

## Distribution
- Craig Stevens : Peter Thorne
- Elisabeth Fraser : Mary Winfield
- Julie Bishop : Rita Channing
- Willie Best : Eustis the Chauffeur
- Frank Wilcox : Dr. Lawrence Channing
- Cecil Cunningham : Lorinda Channing
- Ruth Ford : Estelle Channing
- Milton Parsons : John Channing
- Roland Drew : Walter Channing
- Tom Stevenson : Horace Channing
- Marian Hall : Nurse Eleanor Stevens
- Inez Gay : Hattie (as Inez Gary)
- Kam Tong : Mallo